# Scrimă la Jocurile Olimpice de vară din 1896
Probele de scrimă la Jocurile Olimpice de vară din 1896 s-au desfășurat pe 7 aprilie la Zappeion din Atena în Grecia. Cincisprezece de trăgători din patru țări s-au prezentat la competiție. Nu a fost inclusă nici o probă feminină. O probă pentru „maeștri” (profesioniști) a fost organizată separat.

## Clasament pe medalii
| Loc | Țară      | Aur | Argint | Bronz | Total |
| --- | --------- | --- | ------ | ----- | ----- |
| 1   | Grecia    | 2   | 1      | 1     | 4     |
| 2   | Franța    | 1   | 2      | 0     | 3     |
| 3   | Danemarca | 0   | 0      | 1     | 1     |

## Evenimente

### Masculin
Medaliile au fost atribuite retroactiv de către Comitetul Olimpic Internațional.
| Probă           | Aur                                    | Argint                               | Bronz                                           |
| Floretă         | Eugène-Henri Gravelotte · Franța (FRA) | Henri Callot · Franța (FRA)          | Periklis Pierrakos-Mavromichalis · Grecia (GRE) |
| Floretă maeștri | Leonidas Pyrgos · Grecia (GRE)         | Jean Maurice Perronet · Franța (FRA) | medalia nu a fost atribuită                     |
| Sabie           | Ioannis Georgiadis · Grecia (GRE)      | Tilemachos Karakalos · Grecia (GRE)  | Holger Nielsen · Danemarca (DEN)                |

## Țări participante
Au participat cincisprezece sportivi din patru țări:
- Austria (1)
- Danemarca (1)
- Franța (4)
- Grecia (9)

## Legături externe
- Statistice Arhivat în 14 noiembrie 2012, la Wayback Machine. pe Sports Reference